# آنسوری
آنسوری شهری در شهرستان تیکاره در استان بام در بورکینافاسوی شمالی است و جمعیت آن ۳۳۱ نفر است.